# Atahualpa Yupanqui
Atahualpa Yupanqui, pseudonimo di Héctor Roberto Chavero Aramburu (Pergamino, 31 gennaio 1908 – Nîmes, 23 maggio 1992), è stato un cantautore, chitarrista, scrittore e attore argentino.
È considerato il più importante rappresentante della musica folclorica argentina. Le sue composizioni sono state interpretate da importanti cantanti e musicisti, quali, tra gli altri, Mercedes Sosa, Los Chalchaleros, Horacio Guarany, Jorge Cafrune, Alfredo Zitarrosa, José Larralde, Víctor Jara, Ángel Parra, Chavela Vargas, Marie Laforêt, Bïa e gli Inti Illimani, e continuano a far parte del repertorio di innumerevoli artisti, tanto in Argentina come in altre parti del mondo.

## Biografia
Atahualpa nacque nella provincia di Buenos Aires, precisamente nella zona conosciuta come Campo de la Cruz, e fu iscritto a Pergamino, città da lì distante 30 km (224 a nordest di Buenos Aires). Il padre era originario di Loreto e aveva sangue quechua. La madre era basca.
Passò i primi anni dell'infanzia ad Agustín Roca, villaggio della provincia natale, dove il padre lavorava come ferroviere. I suoi giorni trascorrono tra le rivelazioni che gli riserva la vita rurale e la scoperta della musica, cui si avvicina per il tramite dei canti dei contadini e del suono delle loro chitarre:
(El canto del viento, I)

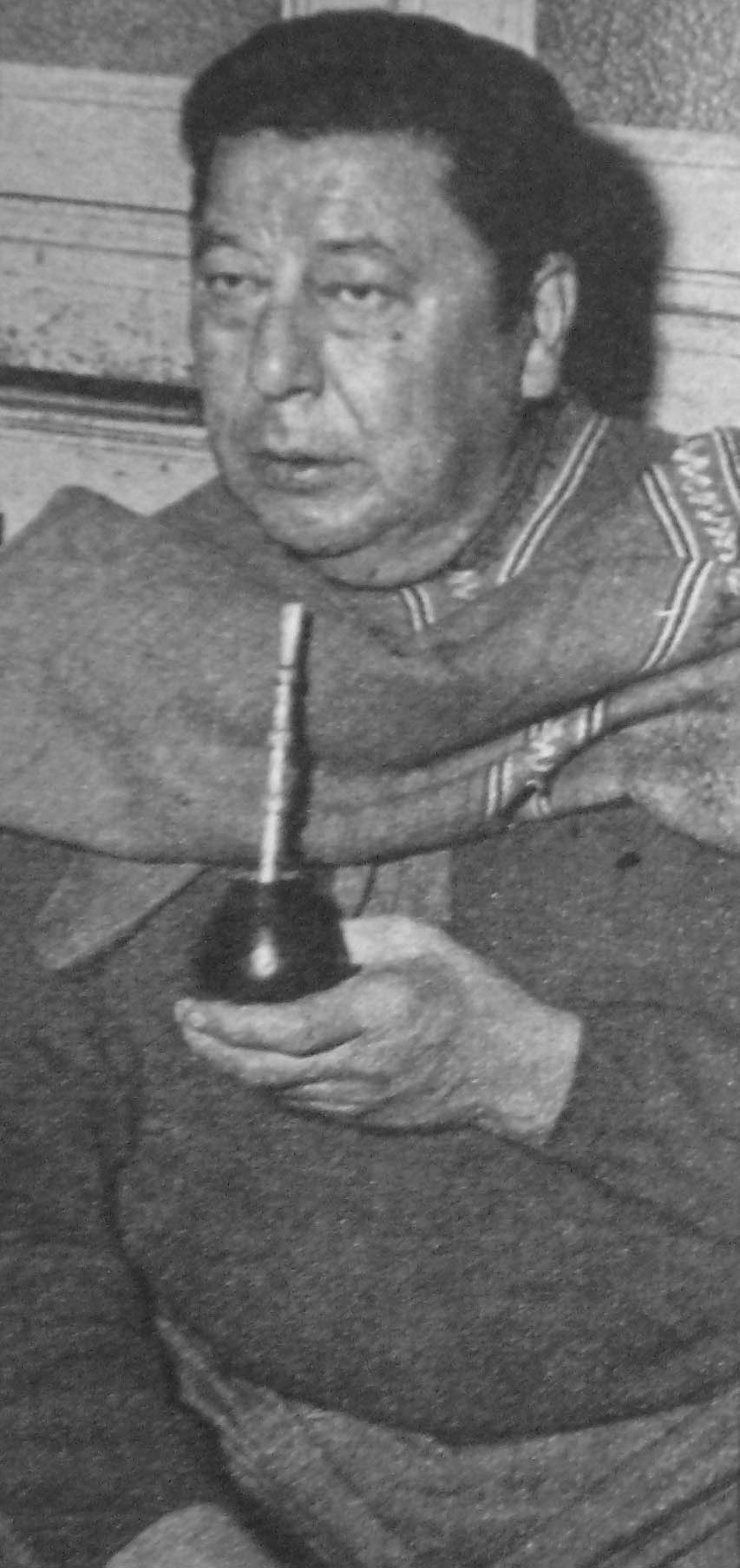
Atahualpa in una foto del 1968

La chitarra rimarrà un amore costante lungo tutta la sua vita. Dopo un breve quanto fallimentare approccio al violino, Atahualpa comincia a prendere lezioni di chitarra dal maestro Bautista Almirón, che marca a fuoco il suo destino e la sua vocazione. Scopre, inoltre, un vasto repertorio che supera i confini di quello gauchesco.
(El canto del viento, II)
I suoi studi non poterono essere costanti né completi e ciò per diverse ragioni: mancanza di denaro, studi di altro tipo, trasferimenti della famiglia o tournée del maestro Almirón, ma il suo destino di musicista era comunque deciso: "La chitarra con tutta la sua luce, con tutti i dolori e i percorsi e i dubbi. La chitarra con il suo pianto e la sua aurora, sorella del mio sangue e della mia insonnia, per sempre!"
Fin da quando diede a far conoscere i propri poemi utilizzò lo pseudonimo di Atahualpa Yupanqui. L'etimologia di questo nome la diede lui stesso: "Viene da terre lontane per raccontar qualcosa" (Ata: "viene"; Ku: "da lontano"; Alpa: "terra"; Yupanqui: "racconterai", "devi raccontare").
Si racconta che le mani di Atahualpa rimasero gravemente ferite dai colpi inferti con il calcio delle pistole dai membri di un gruppo militare di estrema destra. Le Coplas del payador perseguido sarebbero, a quanto pare, una risposta a questa aggressione: "e per quanto mi tolgano la vita/o incatenino la mia libertà/e per quanto bruciacchino, forse,/la mia chitarra nei focolari/le mie canzoni sopravviveranno/nell'anima degli altri". Questa canzone fu proibita in alcuni paesi, come, ad esempio, la Spagna franchista. Atahualpa fu esiliato a Parigi. Alla Sociedad Argentina de Autores y Compositores (SADAIC) risultano registrate circa 350 sue canzoni.

## Influenze nel panorama musicale italiano
Nel 1981 il musicista italiano Paolo Conte ha pubblicato il brano Alle prese con una verde milonga, contenuto nell'album Paris milonga: la canzone fu ispirata dalla musica e dalla figura di Atahualpa Yupanqui, che Conte conobbe in Italia durante un'edizione del Premio Tenco, e rimane un omaggio che il cantante italiano rese a quello argentino (con ammirazione e ironia, nel testo della canzone Atahualpa è un vero e proprio "dio" della milonga e, nelle note al disco di Conte, Yupanqui viene presentato come l'«ultimo grande interprete della danza pampera chiamata milonga»).
Nel 2012 il cantautore italiano Vinicio Capossela ha inserito nell'album Rebetiko Gymnastas il brano Abbandonato, (libera interpretazione) traduzione in italiano del brano Los ejes de mi carreta.

## Discografia
- Camino del indio (1957)
- Atahualpa Yupanqui et sa guitare (1965)
- El payador perseguido (1965)
- El hombre, el paisaje y su cancion (1968)
- Preguntitas sobre Dios (1969)
- Recital en Espana (1970)
- Cancion para Pablo Neruda (1974)
- Asi canta Atahualpa Yupanqui (1981)

## Libri
- Piedra sola (1939)
- Aires (1943)
- Cerro Bayo (1953)
- Guitarra (1960)
- El canto del viento (1965)
- El payador perseguido (1972)
- Confesiones de un payador (Ediciones Galerna)(1984)
- La palabra sagrada  (1989)
- La Capataza (1992)
- La canción triste
- Coplas del payador perseguido (Rama Lama Music España, 2007)

## Filmografia

### Cinema
- Horizontes de piedra, regia di Román Viñoly Barreto (1956)
- Zafra, regia di Lucas Demare (1959)
- Viaje de una noche de verano, regia di Fernando Ayala, Rubén W. Cavallotti, Rodolfo Kuhn, Carlos Rinaldi, José A. Martínez Suárez e René Múgica (1965)
- Cosquín, amor y folklore, regia di Delfor María Beccaglia (1965)